# Claudia di Girolamo
Claudia del Carmen di Girolamo Quesney, mais conhecida como Claudia di Girolamo (Santiago, 30 de dezembro de 1956) é uma atriz chilena da carreira longa e multifacetada que também trabalhou como diretor dramaturgo e teatro.
Durante os anos 1980, o recorde de Di Girolamo foram marcados pelo sucesso com várias performances aclamados pela crítica. Em 1990, com o retorno da democracia após a ditadura de Augusto Pinochet, Di Girolamo assinado com a televisão estatal, que começou o período de maior sucesso de sua carreira. Até o final de 2000, foi o mais importante figura feminina da chamada Era de Ouro da telenovelas de Vicente Sabatini em Televisión Nacional de Chile. Conhecido pelo seu desenvolvimento rígida e decidida em estúdios de televisão e palcos de teatro. Tem-se observado por sua versatilidade, jogando uma ampla gama de papéis e é muito apreciado por suas performances em teatro e novelas melodramáticas e históricos, embora o seu maior sucesso foi alcançado com dramas românticos.
Di Girolamo é considerada uma das melhores atrizes do teatro chileno do século XXI e um do intérprete dos mais rentáveis na história das artes chilenos indústria de televisão do espectáculo. Em 2005, Di Girolamo foi escolhida como a melhor atriz chilena de todos os tempos no lista Chile Elige.
Em 2011 por sua atuação na série Prófugos ele foi nomeado como "Melhor atriz em drama" para um Golden Nymph Award na 51ª edição Festival de Televisão de Monte Carlo.